# Área marina protegida

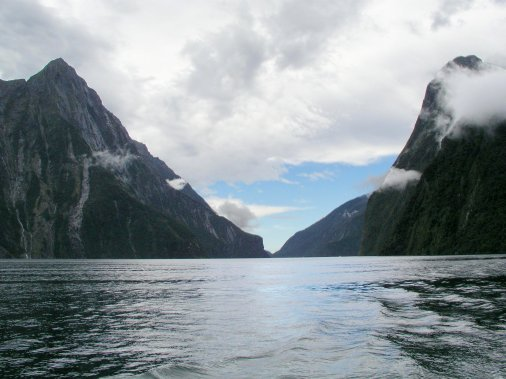
Milford Sound, Nueva Zelanda es una reserva marina estricta (Categoría Ia). Mitre Peak, la montaña a la izquierda, se eleva 1.692 metros sobre el mar.

Las áreas marinas protegidas (AMP) son áreas protegidas de mares, océanos, estuarios o, en los Estados Unidos, los Grandes Lagos. Estas áreas marinas varían en su tipo y comprenden desde refugios de vida silvestre hasta instalaciones de investigación. Las AMP restringen la actividad humana con fines de conservación, generalmente para proteger los recursos naturales o culturales. Dichos recursos marinos están protegidos o administrados por las autoridades locales, estatales, territoriales, nativas, regionales, nacionales o internacionales y difieren sustancialmente entre las naciones. Estas variaciones incluyen diferentes limitaciones en el desarrollo y prácticas de pesca, temporadas de pesca y límites de captura, amarres y prohibiciones para eliminar o alterar la vida marina. En algunas situaciones (como con el Área Protegida de las Islas Fénix), las AMP también proporcionan ingresos para los países, potencialmente iguales a los ingresos que tendrían si concedieran a las empresas permisos para pescar.
El 28 de octubre de 2016 en Hobart, Australia, la Convención para la Conservación de los Recursos Vivos Marinos Antárticos acordó establecer la primera área marina protegida antártica y también la más grande del mundo que abarca 1.55 millones de km² en el Mar de Ross. Otras AMP de gran tamaño se encuentran en los océanos Índico, Pacífico y Atlántico, en ciertas zonas económicas exclusivas de Australia y en los territorios de ultramar de Francia, el Reino Unido y los Estados Unidos, con grandes AMP (de 990.000 km² o más) nuevas o ampliadas por estas naciones desde 2012, como el parque natural del Mar del Coral, el Monumento Nacional Marino de las Islas remotas del Pacífico, Mar del Coral Reserva Marina de la Commonwealth y el Área Marina Protegida de las Islas Georgia del Sur y Sandwich del Sur. Desde agosto de 2016 hay más de 13.650 AMP, que abarcan el 2.07% de los océanos del mundo. La mitad de esa área (el 1.03% de los océanos del mundo) reciben la categoría de zonas de no captura.

## Definiciones
La Unión Internacional para la Conservación de la Naturaleza (UICN) define un área protegida como: 
"Un espacio geográfico claramente definido, reconocido, dedicado y administrado, a través de medios legales u otros medios efectivos, para lograr la conservación a largo plazo de la naturaleza con los servicios del ecosistema y los valores culturales asociados". 
Esta definición busca dificultar que se reclame el estatus de AMP para las regiones donde se produce la explotación de los recursos marinos. Si no existe un objetivo a largo plazo definido para la conservación y se produce la recuperación ecológica y la extracción de recursos marinos, una región no es un área marina protegida.
"Área marina protegida (AMP)" es un término para las áreas protegidas que incluyen el medio marino y la biodiversidad. 

Otras definiciones de la UICN incluyen (2010): 
"Cualquier área del terreno intermareal o submareal, junto con sus aguas suprayacentes y la flora, fauna, características históricas y culturales asociadas, que se ha reservado por ley u otros medios efectivos para proteger parte o la totalidad del entorno comprendido". 
El Convenio sobre la Diversidad Biológica definió el término de manera más amplia, como área protegida marina y costera (APMC):
"Cualquier área definida dentro o adyacente al medio marino, junto con su agua suprayacente y flora, fauna, características históricas y culturales asociadas, que ha sido reservada por la legislación u otros medios efectivos, incluidas las costumbres, con el efecto de que su biodiversidad costera y/o marina goce de un mayor nivel de protección que su entorno". 
La Administración Nacional Oceánica y Atmosférica de Estados Unidos utiliza una extensión aparentemente única del significado para referirse a áreas protegidas en los Grandes Lagos de América del Norte.

## Clasificación

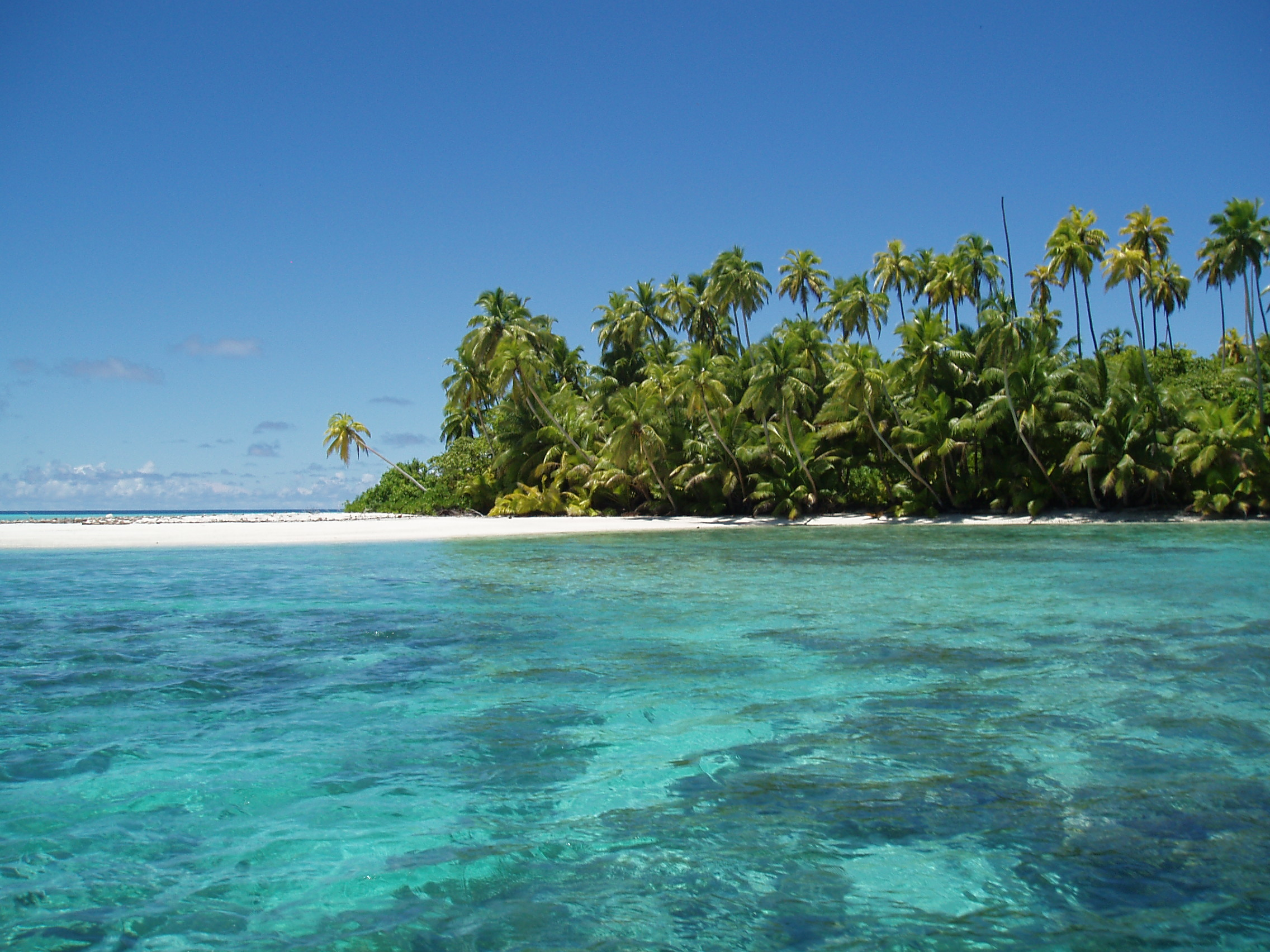
El Archipiélago de Chagos fue declarado la reserva marina más grande del mundo en abril de 2010 con un área de 647.497 km² hasta marzo de 2015, cuando la Corte Permanente de Arbitraje declaró ilegal su delimitación.

Se pueden distinguir varios tipos de AMP: 
- Un área totalmente marina sin partes terrestres significativas.
- Un área que contiene componentes marinos y terrestres, que pueden variar entre dos extremos; aquellos que son predominantemente marítimos con poca tierra (por ejemplo, un atolón tendría una pequeña isla con una población marítima significativa a su alrededor), o que es principalmente terrestre.
- Ecosistemas marinos que contienen tierra y componentes intermareales solamente. Por ejemplo, un manglar no contendría un entorno marino abierto en mar o océano, pero su ecosistema marino similar a un río cumple con la definición.

La UICN ofreció siete categorías de áreas protegidas, basadas en objetivos de gestión, y cuatro tipos generales de gobernanza. 
| Categoría | Categorías de gestión de áreas protegidas de la UICN: |
| --------- | --- |
| Ia        | Reserva natural estrictaUna reserva marina generalmente connota "máxima protección", donde están estrictamente prohibidas todas las extracciones de recursos . En países como Kenia y Belice, las reservas marinas permiten la extracción de bajo riesgo para mantener a las comunidades locales.                                                               |
| Ib        | Área silvestre |
| II        | Parque Nacional Los parques marinos enfatizan la protección de los ecosistemas pero permiten el uso humano ligero. Un parque marino puede prohibir la pesca o la extracción de recursos, pero permite la recreación. Algunos parques marinos, como los de Tanzania, están divididos en zonas y permiten actividades como la pesca solo en áreas de bajo riesgo. |
| III       | Monumentos o características naturales Establecido para proteger sitios históricos como naufragios y sitios culturales como caladeros aborígenes. |
| IV        | Área de manejo de hábitat / especies Establecido para proteger una especie determinada, en beneficio de la pesca, hábitat raro, como lugar de desove y cría de peces, o para proteger ecosistemas enteros. |
| V         | Paisaje marino protegido Gestión activa limitada, como con paisajes protegidos. |
| VI        | Uso sostenible de los recursos naturales. |

Otras categorías de áreas protegidas relacionadas incluyen las siguientes: 
- Patrimonio de la Humanidad: un área que exhibe una extensa historia natural o cultural. Cabe notar que las áreas marítimas están pobremente representadas, con solo 46 de más de 800 sitios.
- El hombre y la biosfera: programa de la UNESCO que promueve "una relación equilibrada entre los humanos y la biosfera". Según el artículo 4, las reservas de biosfera deben "abarcar un mosaico de sistemas ecológicos" y, por lo tanto, combinar ecosistemas terrestres, costeros o marinos. En estructura, son similares a las AMP de uso múltiple, con un área central rodeada por diferentes grados de protección.[15]
- Sitio Ramsar: debe cumplir ciertos criterios para que la definición de "humedal" se convierta en parte de un sistema global. Estos sitios no necesariamente reciben protección, pero están indexados por importancia para su posterior recomendación a una agencia que podría designarla como un área protegida.[16]

Mientras que "área" se refiere a una única ubicación contigua, términos como "red", "sistema" y "región" que agrupan a las AMP no siempre se emplean de manera consistente. "El sistema" se usa con mayor frecuencia para referirse a un AMP individual, mientras que el Centro Mundial de Monitoreo de la Conservación define la "región" como: 
"Una colección de AMP individuales que operan de manera cooperativa, a varias escalas espaciales y con una gama de niveles de protección diseñados para cumplir objetivos que una sola reserva no puede lograr". 
En el Convenio sobre la Diversidad Biológica de 2004, la agencia acordó utilizar "red" a nivel mundial, mientras adoptaba "sistema" para los niveles nacional y regional. La "red" es un mecanismo para establecer sistemas regionales y locales, pero no tiene autoridad ni mandato, dejando toda actividad dentro del "sistema".
Las zonas de no captura son áreas designadas en varias AMP del mundo, donde todas las formas de explotación están prohibidas y limitan severamente las actividades humanas. Estas zonas de no captura pueden cubrir un AMP completo o porciones específicas. Por ejemplo, los 1.150.000 km² del  Monumento Nacional Marino de Papahānaumokuākea, el AMP más grande del mundo (y el área protegida más grande de cualquier tipo, tierra o mar), es una zona 100% de no captura.
Términos relacionados incluyen: zona especialmente protegida, Zona especial de Conservación, las zonas de conservación marina del Reino Unido, o área de conservación especial, etc., cada una de las cuales proporciona restricciones específicas. 

## Factores de estrés en los océanos
Los factores estresantes que afectan a los océanos incluyen "el impacto de las industrias extractivas, la contaminación localizada y los cambios en su química (acidificación del océano) como resultado de los niveles elevados de dióxido de carbono, debido a nuestras emisiones". Las AMP han sido citadas como la mayor esperanza del océano para aumentar la resistencia del medio marino a tales factores estresantes. Las AMP bien diseñadas y gestionadas, desarrolladas con el aporte y el apoyo de las partes interesadas, pueden conservar la biodiversidad y proteger y restaurar la pesca. 

## Economía
Las AMP pueden ayudar a sostener las economías locales al apoyar la pesca y el turismo. Por ejemplo, la isla Apo en Filipinas protegió una cuarta parte de sus arrecifes, permitiendo que los peces se recuperaran, lo que impulsó su economía. Esto se mostró en la película Recursos en riesgo: arrecife de coral filipino. Un informe de 2016 del Centro para el Desarrollo y la Estrategia de los Estados Unidos encontró que programas como el Sistema Nacional de Santuarios Marinos de los Estados Unidos pueden desarrollar considerables beneficios económicos para las comunidades a través de asociaciones público-privadas.

## Administración
Las AMP típicas restringen la pesca, la extracción de petróleo y gas y/o el turismo. Otras restricciones pueden limitar el uso de dispositivos ultrasónicos como el sonar (que puede confundir el sistema de guía de los cetáceos), el desarrollo, la construcción y similares. Algunas restricciones de pesca incluyen zonas de "no captura", lo que significa que no se permite la pesca. Menos del 1% de las AMP de Estados Unidos tienen esta restricción.
El tránsito de buques también puede restringirse o prohibirse, ya sea como medida preventiva o para evitar perturbaciones directas a especies individuales. El grado en que las regulaciones ambientales afectan la navegación varía según si las AMP están ubicadas en aguas territoriales, zonas económicas exclusivas o en alta mar. La ley del mar regula estos límites.

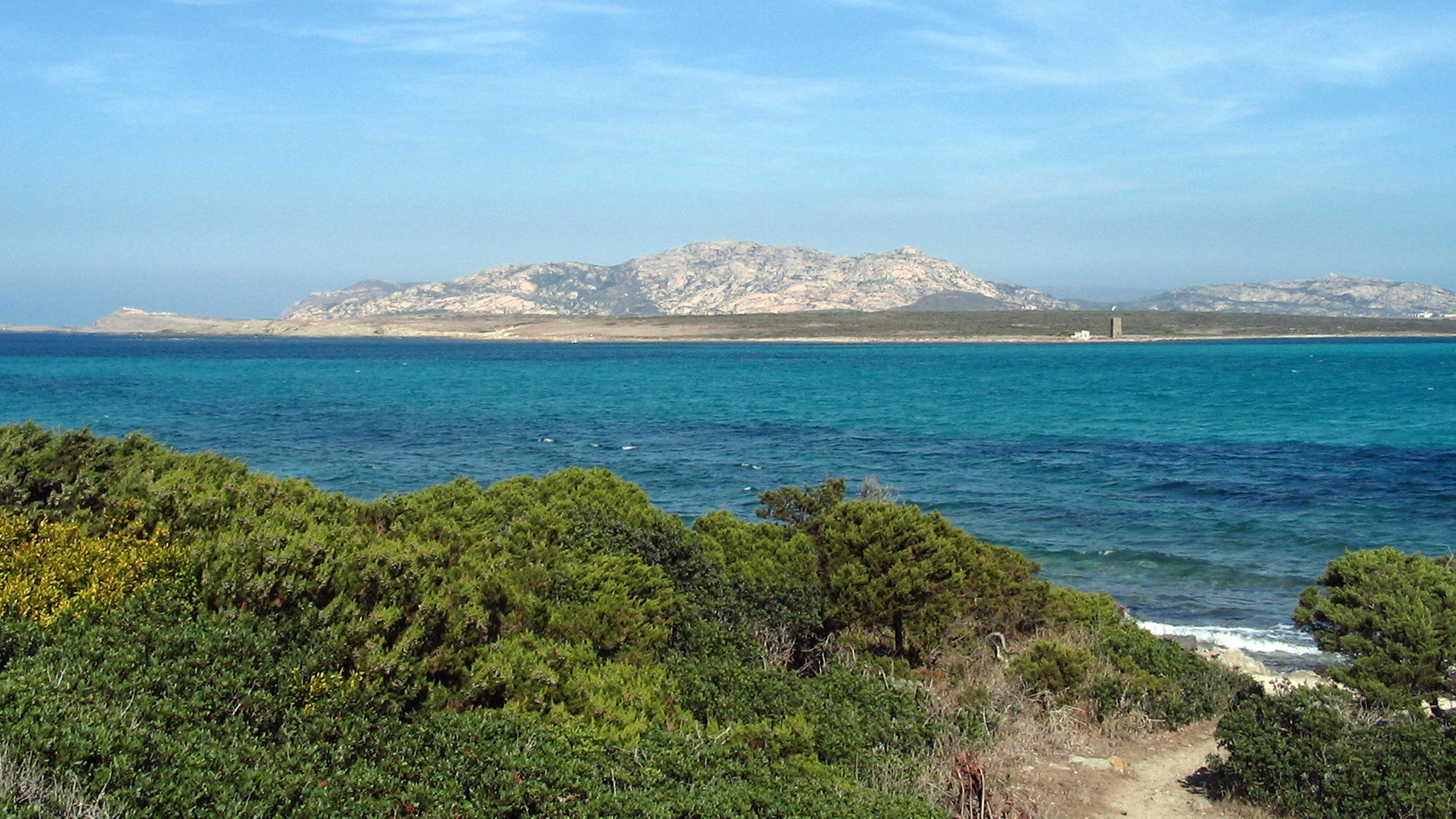
Asinara, Italia está catalogada como reserva marina y parque marino nacional, y como tal podría etiquetarse de "uso múltiple".

La mayoría de las AMP se han ubicado en aguas territoriales, donde el gobierno apropiado puede hacerlas cumplir. Sin embargo, las AMP se han establecido en zonas económicas exclusivas y en aguas internacionales. Por ejemplo, Italia, Francia y Mónaco en 1999 establecieron conjuntamente un santuario de cetáceos en el Mar de Liguria llamado Santuario de Pelagos para los mamíferos marinos del Mediterráneo. Este santuario incluye aguas tanto nacionales como internacionales. Tanto el CDB como la UICN recomendaron una variedad de sistemas de gestión para su uso en un sistema de área protegida. Abogaron por que las AMP sean vistas como uno de los muchos "nodos" en una red de áreas protegidas. Los siguientes son los sistemas de gestión más comunes: 
Manejo estacional y temporal: las actividades, mayormente pesca, están restringidas estacional o temporalmente, por ejemplo, para proteger las zonas de desove y cría o para permitir la recuperación de una especie que se reduce rápidamente. 
AMP de uso múltiple: estas son las más comunes y posiblemente las más efectivas. Estas áreas emplean dos o más protecciones. Las secciones más importantes obtienen la mayor protección, como una zona de no captura, y están rodeadas de áreas de menor protección.
Participación de la comunidad y enfoques relacionados: las AMP administradas por la comunidad empoderan a las comunidades locales para operar parcial o completamente independientes de las jurisdicciones gubernamentales que ocupan. Empoderar a las comunidades para administrar los recursos puede reducir los niveles de conflicto y obtener el apoyo de diversos grupos que dependen de los recursos, como pescadores de subsistencia y comerciales, científicos, actividades de recreación y negocios turísticos, jóvenes, y otros. 

### Redes de áreas marinas protegidas
Las redes de áreas marinas protegidas o redes de AMP se han definido como "un grupo de AMP que interactúan entre sí ecológica y/o socialmente forman una red".
Estas redes están destinadas a conectar individuos y AMPs y promover la educación y la cooperación entre varias administraciones y grupos de usuarios. "Las redes de AMPs, desde la perspectiva de los usuarios de los recursos, están destinadas a abordar las necesidades ambientales y socioeconómicas, los objetivos y diseños ecológicos y sociales complementarios necesitan una mayor investigación y apoyo político".
Las comunidades filipinas se conectan entre sí para compartir información sobre las AMP, creando una red más grande a través del apoyo de las comunidades sociales. Las redes de AMP emergentes o establecidas se pueden encontrar en Australia, Belice, el Mar Rojo, el Golfo de Adén y México.

## Esfuerzos internacionales
La Asamblea General de la UICN en San José, California, la 19° Asamblea de la UICN y el 4° Congreso de Parques Mundiales propusieron centralizar el establecimiento de áreas protegidas. La Cumbre Global en Desarrollo Sostenible (Cumbre de la Tierra) de 2002 abogó por

el establecimiento de áreas marinas protegidas consistente con las leyes internacionales basadas en evidencia científica, incluidas las redes representativas, para el año 2012.

El acuerdo de Evian, firmado por los países del G8 en 2003, aceptó estos términos. El Plan de Acción de Durban, desarrollado en 2003, requería medidas y objetivos regionales para establecer una red de áreas protegidas para 2010 dentro de la jurisdicción de los protocolos ambientales regionales. Recomendó establecer áreas protegidas del 20 al 30% de los océanos del mundo para el 2012. El Convenio sobre la Diversidad Biológica consideró estas recomendaciones y recomendó exigir a los países que establezcan parques marinos controlados por una organización central antes de fusionarlos. La Convención Marco de las Naciones Unidas sobre el Cambio Climático acordó los términos establecidos por la convención, y en 2004, sus países miembros se comprometieron con los siguientes objetivos:
- Para 2006 completar un análisis de brechas del sistema de área a nivel nacional y regional.
- Para 2008 abordar los ecosistemas marinos menos representados, lo que representa aquellos fuera de la jurisdicción nacional de conformidad.
- Para 2009 designar las áreas protegidas identificadas a través del análisis de brechas.
- Para 2012 completar el establecimiento de una red integral y ecológicamente representativa.

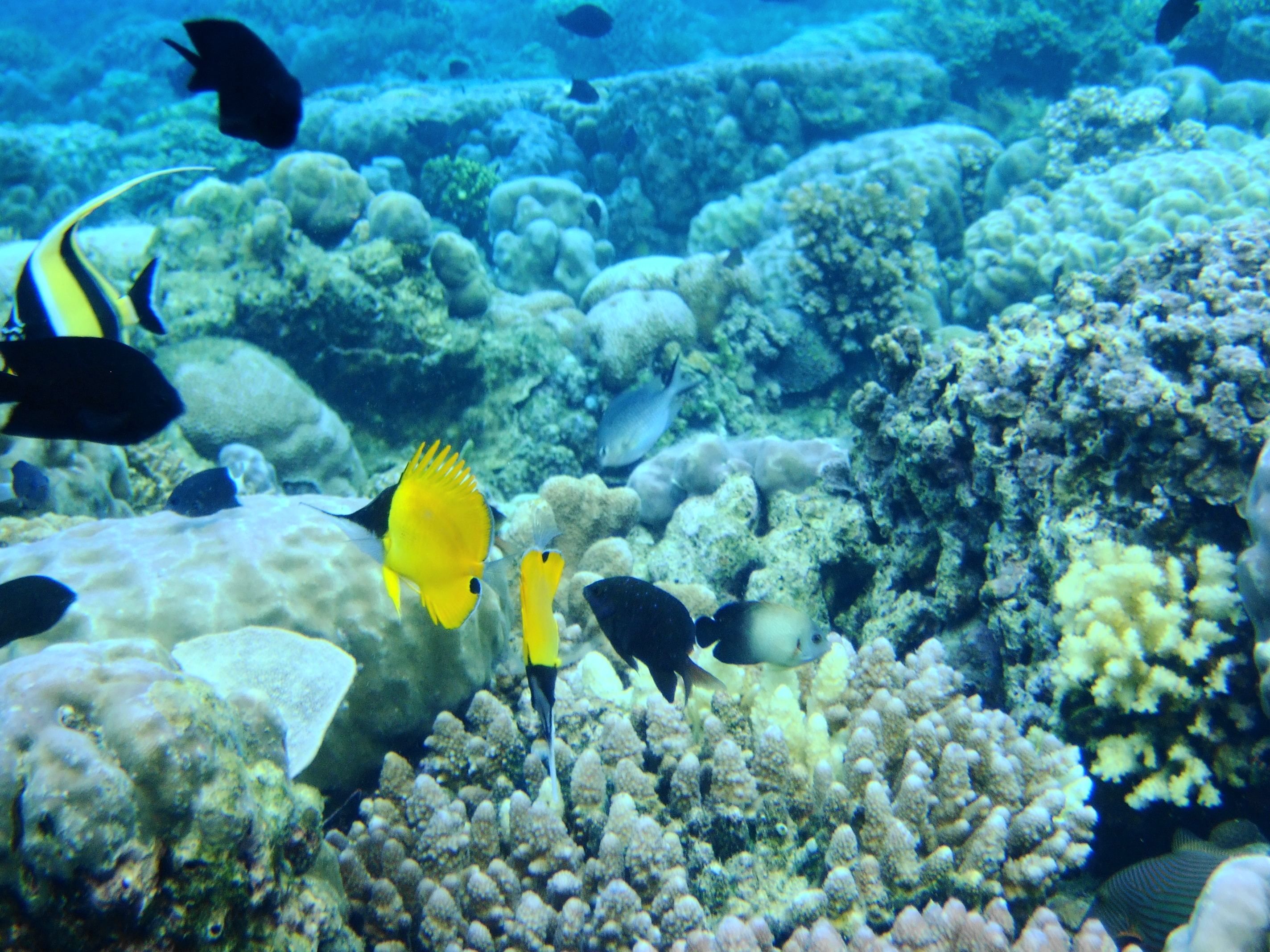
El Parque Marino Bunaken en Indonesia está oficialmente catalogado como reserva marina y parque marino nacional.

"El establecimiento para 2010 de áreas terrestres y para 2012 de áreas marinas de sistemas nacionales y regionales de áreas protegidas integrales, administrados de manera efectiva y ecológicamente representativos que colectivamente, entre otras cosas a través de una red global, contribuyen al logro de los tres objetivos de la Convención y Objetivo de 2010 para reducir significativamente el retraso actual de la pérdida de biodiversidad a nivel mundial, regional, nacional y subnacional y contribuir a la reducción de la pobreza y la búsqueda del desarrollo sostenible ". 
Posteriormente, la ONU aprobó otra decisión, la Decisión VII/15, en 2006: 

Conservación efectiva del 10% de cada una de las regiones ecológicas del mundo para 2010.
 – United Nations Framework Convention on Climate Change Decision VII/15

El objetivo de conservación del 10% también se encuentra en el Objetivo de Desarrollo Sostenible 14 (que forma parte del Convenio sobre la Diversidad Biológica) y que establece este objetivo del 10% para una fecha posterior (2020). En 2017, la ONU celebró la Conferencia Oceánica de las Naciones Unidas con el objetivo de encontrar formas e instar a la implementación del Objetivo de Desarrollo Sostenible 14. En esa conferencia de 2017, estaba claro que solo entre el 3,6 y el 5,7% de los océanos del mundo estaban protegidos, lo que significa que otro 6,4 a 4,3% de los océanos del mundo necesitaban protección dentro de 3 años. El objetivo de protección del 10% se describe como un "pequeño paso", ya que el 30% es la cantidad real de protección del océano que los científicos acuerdan que debería implementarse.

### Tratados internacionales

#### Convención de las Naciones Unidas sobre el Derecho del Mar
La Convención de las Naciones Unidas sobre el Derecho del Mar (CDM, o también CONVEMAR o CNUDM) es considerada uno de los tratados multilaterales más importantes de la historia, desde la aprobación de la Carta de las Naciones Unidas, siendo calificada como la Constitución de los océanos.

#### El sistema del Tratado Antártico
El 7 de abril de 1982, la Convención para la Conservación de Recursos Vivos Marinos Antárticos (Convención CAMLR) entró en vigor después de que comenzaron las discusiones en 1975 entre las partes del entonces Tratado Antártico actual para limitar la explotación a gran escala del kril por parte de la pesca comercial. La Convención obligó a las naciones contratantes a cumplir con los reclamos territoriales antárticos previamente acordados y el uso pacífico de la región al tiempo que protege la integridad del ecosistema al sur de la Convergencia Antártica y la latitud 60 S. Al hacerlo, también estableció una comisión de los firmantes originales y las partes que se adhirieron, llamada Comisión para la Conservación de los Recursos Vivos Marinos Antárticos (CCRVMA) para avanzar en estos objetivos a través de la protección, el estudio científico y el uso racional, como la cosecha, de aquellos recursos marinos. Aunque separados, el Tratado Antártico y la CCRVMA forman parte del sistema más amplio de acuerdos internacionales llamado Sistema del Tratado Antártico. Desde 1982, la CCRVMA se reúne anualmente para implementar medidas de conservación vinculantes como la creación de "áreas protegidas" por sugerencia del comité científico de la convención. 
En 2009, la CCRVMA creó el primer AMP "en alta mar" completamente en aguas internacionales sobre la plataforma sur de las Islas Orcadas del Sur. Esta área abarca 94 kilómetros cuadrados (36,3 mi²)  y toda actividad pesquera, incluido el transbordo y el vertido o la descarga de residuos están prohibidos con la excepción de los esfuerzos de investigación científica. El 28 de octubre de 2016, la CCRVMA, compuesta por 24 países miembros y la Unión Europea en ese momento, acordó establecer el parque marino más grande del mundo que abarca 1.55 millones de km² (600,000 millas cuadradas) en el Mar de Ross después de varios años de negociaciones fallidas. El establecimiento del AMP del Mar de Ross requirió la unanimidad de los miembros de la comisión y la aplicación comenzará en diciembre de 2017. Sin embargo, debido a una disposición por extinción insertada en la propuesta, el nuevo parque marino solo estará en vigencia durante 35 años.

#### Organizaciones Regionales

##### PIMPAC
Comunidad de áreas protegidas marinas de las islas del Pacífico.

##### NAMPAN
Red de Áreas Marinas Protegidas de América del Norte.

##### CCRVMA
Convención para la Conservación de los Recursos Vivos Marinos Antárticos.

### Metas nacionales
Muchos países han establecido objetivos nacionales, acompañados de planes de acción e implementaciones. El Consejo de la ONU identificó la necesidad de que los países colaboren entre sí para establecer planes regionales de conservación efectivos. Algunos objetivos nacionales se enumeran en la tabla a continuación:
| País                             | Plan de acción |
| -------------------------------- | --- |
| Samoa Americana                  | 20% de los arrecifes a proteger en 2010 |
| Australia - Australia Meridional | 19 áreas marinas protegidas para 2010 |
| Bahamas                          | El 20% del ecosistema marino está protegido para la reposición de la pesca en 2010. 20% de los hábitats costeros y marinos para 2015. |
| Belice                           | 20% de biorregiones. 30% de los arrecifes de coral. 60% de los sitios de anidación de tortugas. 30% de la distribución de manatíes. 60% de la anidación de cocodrilos americanos. 80% de las áreas de reproducción. |
| Chile                            | 10% de las áreas marinas para 2010. Red nacional de organización para 2015. |
| Cuba                             | 22% del hábitat terrestre, que incluye: 15% del estante insular 25% de los arrecifes de coral 25% de humedales |
| República Dominicana             | 20% de los recursos marinos y costeros para 2020. |
| Micronesia                       | 30% de los ecosistemas costeros para 2020. |
| Fiyi                             | 30% de los arrecifes para 2015. 30% del agua gestionada por áreas marinas protegidas para 2020. |
| Alemania                         | 38% del agua gestionada por la red marina protegida. (sin fecha establecida) |
| Granada                          | 25% de los recursos marinos cercanos para 2020. |
| Guam                             | 30% del ecosistema marino cercano para 2020. |
| Indonesia                        | 100,000 km 2 en 2010. 200,000 km 2 para 2020. |
| República de Irlanda             | 14% de las aguas territoriales a partir de 2009 |
| Isla de Man                      | El 10% de las aguas de Manx como "áreas protegidas bien gestionadas, ecológicamente representativas y bien conectadas y otras medidas de conservación efectivas basadas en áreas" para 2020. A junio de 2016, aproximadamente el 3% de las aguas de Manx estaban protegidas como Reserva Natural Marina, con áreas adicionales sujetas a protección estacional o temporal. |
| Jamaica                          | 20% de hábitats marinos para 2020. |
| Madagascar                       | 100,000 km 2 en 2012. |
| Islas Marshal                    | 30% del ecosistema marino cercano para 2020. |
| Nueva Zelanda                    | 20% del medio marino para 2010. |
| Islas Marianas del Norte         | 30% del ecosistema marino cercano para 2020. |
| Palau                            | 30% del ecosistema marino cercano para 2020. |
| Perú                             | Sistema de áreas marinas protegidas establecido en 2015. |
| Filipinas                        | 10% totalmente protegido para 2020. |
| Senegal                          | Creación de red de AMP (sin fecha establecida) |
| Sudáfrica                        | 10% de la zona económica exclusiva para 2020 |
| San Vicente y las Granadinas     | 20% de las áreas marinas para 2020. |
| Tanzania                         | 10% del área marina para 2010; 20% para 2020. |
| Reino Unido                      | Establecer una red ecológicamente coherente de áreas marinas protegidas para 2012. |
| Estados Unidos - California      | 29 AMP que cubren el 18% del área marina del estado con 243 km² con la máxima protección. |

La práctica prevaleciente de objetivos basados en áreas fue criticada en 2019 por un grupo de científicos ambientales porque los políticos tendían a proteger partes de los océanos donde la baja actividad pesquera cumplía los objetivos. La falta de pesca en estas áreas los hizo fáciles de proteger, pero también tuvo poco impacto positivo.

## Esfuerzos nacionales
La red de áreas marinas protegidas aún está en sus estadios iniciales. Hasta octubre de 2010, se habían establecido aproximadamente 6.800 AMP, que cubren 1.17% del área oceánica global. Las áreas protegidas cubrieron 2.86% de las zonas económicas exclusivas (ZEE). Las AMP cubrieron el 6,3% de los mares territoriales. Muchos prohíben el uso de técnicas de pesca perjudiciales, sin embargo, solo el 0.01% del área del océano está designada como "zona de no captura". Esta cobertura está muy por debajo de la meta proyectada del 20%-30%  Esos objetivos han sido cuestionados principalmente debido al costo de administrar las áreas protegidas y el conflicto que las protecciones han generado con la demanda humana de bienes y servicios marinos.

### África

#### Sudáfrica
Un área marina protegida de Sudáfrica es un área de costa u océano dentro de la zona económica exclusiva (ZEE) de la República de Sudáfrica que está protegida en términos de legislación específica.
Hay un total de 45 áreas marinas protegidas en la ZEE sudafricana, con un área total del 5% de las aguas. El objetivo es tener el 10% de las aguas oceánicas protegidas para 2020. Todas menos una de las AMP se encuentran en las aguas costeras frente a Sudáfrica continental, y una está frente a la Isla del Príncipe Eduardo en el Océano Austral. 

### Gran Caribe

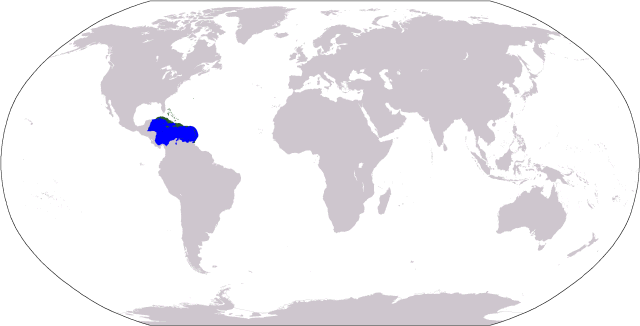
La región del Caribe; La región definida por el PNUMA también incluye el Golfo de México. Esta región está abarcada por la propuesta del Sistema Mesoamericano de Barreras de Arrecife y el desafío del Caribe.

La subdivisión del Gran Caribe abarca un área de aproximadamente 5.700.000 km² de océano y 38 naciones. El área incluye países insulares como las Bahamas y Cuba, y la mayoría de América Central. La Convención para la Protección y el Desarrollo del Medio Marino de la Región del Gran Caribe (más conocida como la Convención de Cartagena) se estableció en 1983. Los protocolos que involucran áreas protegidas fueron ratificados en 1990. A partir de 2008, la región albergaba alrededor de 500 AMP. Los arrecifes de coral son los mejor representados. 

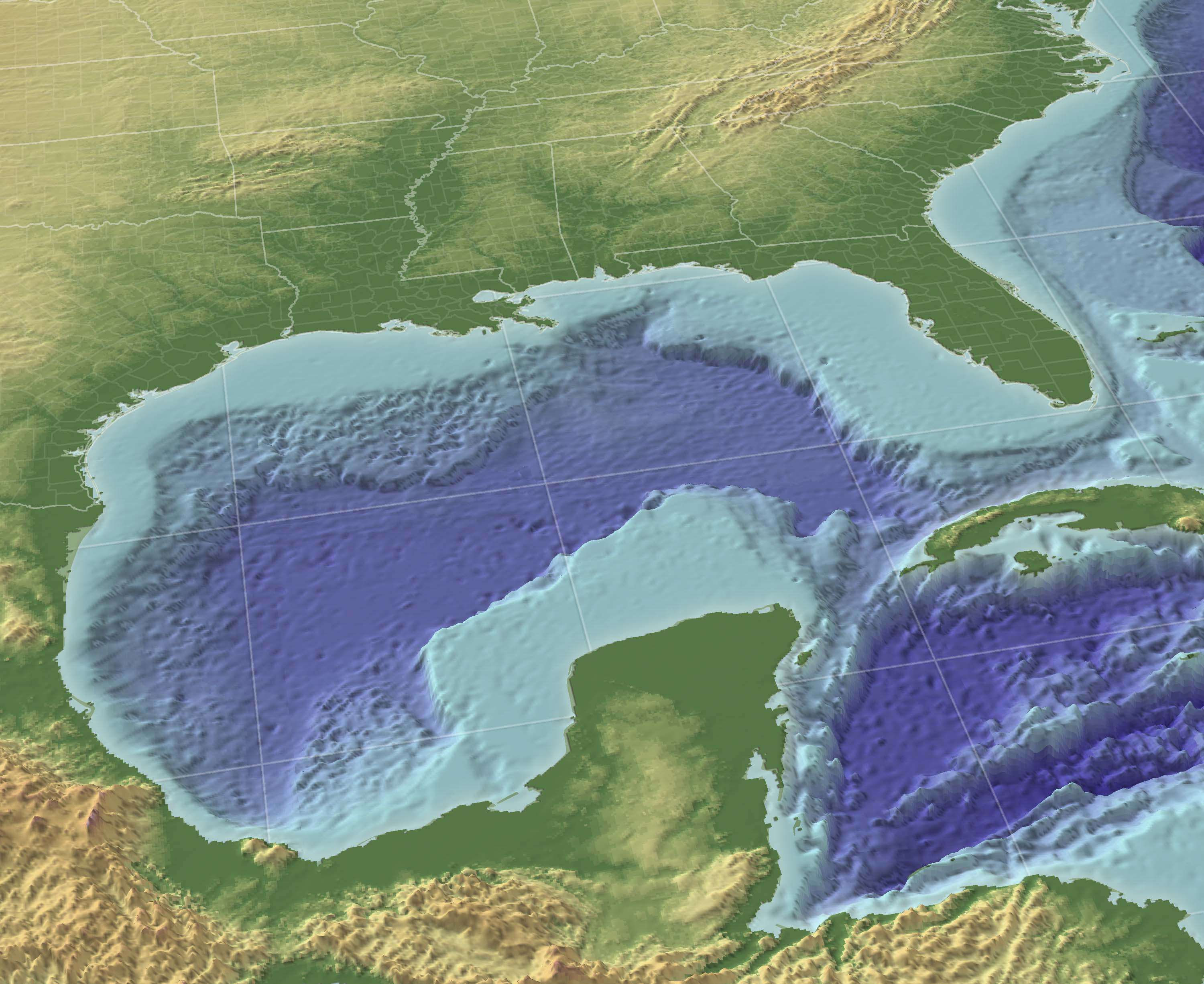
La región del Golfo de México (en 3D) está comprendida por la propuesta de incluir las "Islas en la Corriente".

Se están desarrollando dos redes, el Sistema Arrecifal Mesoamericano de Barreras (una larga barrera de arrecifes que limita con la costa de gran parte de América Central) y el programa "Islas en la Corriente" (que cubre el Golfo de México).

### Sudeste asiático
El sudeste asiático es un epicentro mundial para la diversidad marina. El 12% de sus arrecifes de coral están en AMP. Filipinas tiene algunos de los mejores arrecifes de coral del mundo y los protege para atraer el turismo internacional. La mayoría de las AMP de Filipinas están establecidas para garantizar la protección de sus hábitats de arrecifes de coral y pastos marinos. Indonesia tiene AMP diseñadas para el turismo y depende del turismo como fuente principal de ingresos.

#### Filipinas
Filipinas alberga una de las regiones con mayor biodiversidad, con 464 especies de corales formadores de arrecifes. Debido a la sobrepesca, las técnicas de pesca destructivas y el rápido desarrollo costero, estos están en rápido declive. El país ha establecido unas 600 AMP. Sin embargo, la mayoría se aplica mal y es altamente ineficaz. Sin embargo, algunos han impactado positivamente en la salud de los arrecifes, han aumentado la biomasa de peces, disminuido el blanqueamiento de los corales y aumentado el rendimiento en las pesquerías adyacentes. Un ejemplo notable es el AMP que rodea la isla Apo.

### América Latina
América Latina ha designado un gran sistema de AMP. A partir de 2008, el 0,5% de su entorno marino estaba protegido, principalmente mediante el uso de pequeñas AMPs de uso múltiple.

#### Argentina
Argentina tiene un Sistema Nacional de Áreas Marinas Protegidas, creado por régimen de la ley n.º 27037 en el 2014. Este Sistema comprende un total de 129.170 km². Algunas partes del Banco Namuncurá-Burdwood se encuentran afectadas por la disputa territorial que Argentina mantiene con el Reino Unido por las Islas Malvinas.

#### Chile
El Ministerio del Medio Ambiente de Chile define como áreas marinas costeras protegidas aquellos espacios que incluyen porciones de agua y fondo marino, rocas, playas y terrenos de playa fiscales, flora y fauna, recursos históricos y culturales que la ley u otros medios eficientes colocan en reserva para proteger todo o parte del medio así delimitado. Tienen por objetivo conservar la biodiversidad, proteger las especies marinas en peligro, reducir los conflictos de uso, generar instancias de investigación y educación; y desarrollar actividades comerciales y recreativas. Asimismo, otro objetivo de estas áreas es la conservación del patrimonio histórico-cultural marino y costero de las comunidades que las habitan para el desarrollo sostenible del turismo, la pesca y la recreación.

### Pacífico Sur
La red del Pacífico Sur abarca desde Belice hasta Chile. Los gobiernos de la región adoptaron la convención y el plan de acción de Lima en 1981. Un protocolo específico de MPA fue ratificado en 1989. La comisión permanente sobre la explotación y conservación de los recursos marinos del Pacífico Sur promueve el intercambio de estudios e información entre los participantes.
Actualmente, la región está ejecutando un programa transnacional integral, la Red de Corredores Marinos del Pacífico Oriental Tropical, firmada en abril de 2004. La red cubre aproximadamente 211.000.000 km².
Una alternativa a la imposición de AMP sobre poblaciones indígenas es mediante el uso de áreas protegidas indígenas, como las de Australia. 

### Pacífico Norte

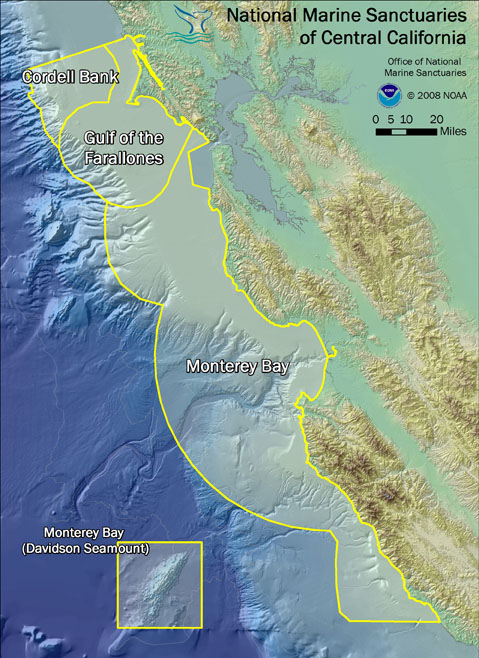
Diagrama que ilustra la orientación de los tres santuarios marinos del centro de California: Banco Cordell, Golfo de los Farallones y Bahía Monterey. El Davidson Seamount, parte del santuario de Bahía Monterey, se indica en la parte inferior derecha.

La red del Pacífico Norte cubre las costas occidentales de México, Canadá y los Estados Unidos. La "Convención de Antigua" y un plan de acción para la región del Pacífico Norte se adaptaron en 2002. Las naciones participantes manejan sus propios sistemas nacionales. En 2010-2011, el Estado de California completó audiencias y acciones a través del Departamento de Pesca y Caza del estado para establecer nuevas AMP. [cita requerida]  

### Territorios de las islas de los Estados Unidos y el Pacífico
El presidente Barack Obama firmó una proclamación el 25 de septiembre de 2014, designando la reserva marina más grande del mundo. La proclamación amplió el Monumento Nacional Marino de las Islas Remotas del Pacífico, uno de los entornos marinos tropicales más prístinos del mundo, a seis veces su tamaño actual, abarcando 1.300.000 km² de área protegida alrededor de estas islas. La expansión del Monumento protegió los arrecifes de coral profundos únicos y las montañas submarinas.
En abril de 2009, los Estados Unidos establecieron un Sistema Nacional de Áreas Marinas Protegidas de los Estados Unidos, que fortalece la protección de los recursos oceánicos, costeros y de los Grandes Lagos de los Estados Unidos. Estas AMP a gran escala deberían equilibrar "los intereses de los conservacionistas, los pescadores y el público". A partir de 2009, 225 AMP participaron en el sistema nacional. Los sitios trabajan juntos para alcanzar objetivos y prioridades de conservación nacionales y regionales comunes. El centro nacional de áreas protegidas marinas de NOAA mantiene un inventario completo de las más de 1,600 AMP dentro de la zona económica exclusiva de los EE. UU. La mayoría de las AMP de EE. UU. permiten algún tipo de uso extractivo. Menos del 1% de las aguas de los EE. UU. prohíben todas las actividades extractivas.
En 1981, el parque nacional Olympic se convirtió en un área marina protegida. El área total protegida del sitio es de 3.697 km². 173,2 km² del área era un AMP. El sistema nacional es un mecanismo para fomentar la colaboración de AMP. Los sitios que cumplen con los criterios pertinentes son elegibles para unirse al sistema nacional. Cuatro criterios de entrada rigen la admisión: 
- Cumple con la definición de un AMP como se define en el Marco.
- Tiene un plan de manejo (puede ser específico para el sitio o parte de un plan de manejo programático más amplio; debe tener metas y objetivos y solicitar un monitoreo o evaluación de esas metas y objetivos).
- Contribuye al menos a un objetivo prioritario de conservación como se enumera en el Marco.
- El patrimonio cultural de las AMP también debe cumplir con los criterios del Registro Nacional de Lugares Históricos.[65]

En 1999, California adoptó la Ley de Protección de la Vida Marina, estableciendo la primera ley estatal que requiere una red integral de AMP basada en evidencia científica. El estado creó la Iniciativa de la Ley de Protección de la Vida Marina. El Grupo de trabajo MLPA Blue Ribbon y los grupos de asesores científicos y de partes interesadas aseguran que el proceso utilice la evidencia científica y la participación pública. 
La Iniciativa MLPA estableció un plan para crear la red de AMP en todo el estado de California para 2011 en varios pasos. El paso de la costa central se completó con éxito en septiembre de 2007. El paso de la costa norte central se completó en 2010. Se esperaba que los pasos de la costa sur y la costa norte entraran en vigencia en 2012.

### Océano Índico
A cambio de que se cancele parte de su deuda nacional, Seychelles designa dos nuevas áreas marinas protegidas en el Océano Índico, que cubren unos 210.000 km². Es el resultado de un acuerdo financiero, negociado en 2016 por The Nature Conservancy.

### Reino Unido y Territorios Británicos de Ultramar

#### Reino Unido
Hay una serie de áreas marinas protegidas alrededor de la costa del Reino Unido, conocidas como zonas de conservación marina en Inglaterra, Gales e Irlanda del Norte, y áreas marinas protegidas en Escocia. Se encuentran en aguas costeras y mar adentro.

#### Territorios Británicos de Ultramar
El Reino Unido también está creando reservas marinas protegidas alrededor de varios territorios británicos de ultramar. El Reino Unido es responsable de 6.8 millones de kilómetros cuadrados de océano en todo el mundo, más grande que todos los demás países con excepción de cuatro países.
El Área Marina Protegida de Chagos en el Océano Índico se estableció en 2010 como una "zona de no captura". Con una superficie total de 640.000 km², era la reserva marina contigua más grande del mundo. En marzo de 2015, el Reino Unido anunció la creación de una reserva marina alrededor de las Islas Pitcairn en el Océano Pacífico Sur para proteger su biodiversidad especial. El área de 830.000 km² superó el Área Marina Protegida de Chagos como la reserva marina contigua más grande del mundo, hasta la expansión en agosto de 2016 del Monumento Nacional Marino Papahānaumokuākea en los Estados Unidos a 1.510.000 km².
En enero de 2016, el gobierno del Reino Unido anunció la intención de crear un área marina protegida alrededor de la Isla Ascensión. El área protegida será de 234.291 km², la mitad de los cuales estarán cerrados a la pesca.

### Europa
La red de AMP ecológica Natura 2000 en la Unión Europea incluyó una AMP en el Atlántico Norte, el Mar Mediterráneo y el Mar Báltico. Los Estados miembros tuvieron que definir las áreas de NATURA 2000 en el mar en su Zona Económica Exclusiva.
Dos evaluaciones, llevadas a cabo con treinta años de diferencia, de tres AMP mediterráneas, demuestran que la protección adecuada permite que el coral rojo (Corallium rubrum) comercialmente valioso y de crecimiento lento produzca grandes colonias en aguas poco profundas de menos de 50 metros. Las colonias de aguas poco profundas fuera de estas AMP muy antiguas son típicamente muy pequeñas. Las AMP son Banyuls, Carry-le-Rouet y Scandola, frente a la isla de Córcega.
- La Comisión Mediterránea de Ciencia propuso la creación de 7 áreas marinas protegidas ("parques de paz").[79][80]
- La WWF junto con otros aliados[81] propuso la creación de MedPan (Red de Gerentes de Áreas Marinas Protegidas en el Mediterráneo) que tiene como objetivo proteger el 10% de la superficie del Mediterráneo para 2020.[82]

Un estudio de 2018 publicado en Science descubrió que la pesca de arrastre es más intensa dentro de los santuarios marinos oficiales de la UE y que las especies de peces en peligro de extinción, como los tiburones y las rayas, son más comunes fuera de ellos.

### Áreas marinas protegidas como porcentaje de aguas territoriales
A continuación se muestra una lista de países y sus áreas marinas protegidas como porcentaje de sus aguas territoriales (haga clic en "mostrar" para ampliar).
| País                                 | AMP en % de aguas territoriales en 2017 |
| ------------------------------------ | --------------------------------------- |
| Albania                              | 2.72                                    |
| Argelia                              | 0.09                                    |
| Samoa                                | 8.72                                    |
| Angola                               | 0.00                                    |
| Antigua y Barbuda                    | 0.18                                    |
| Argentina                            | 3.80                                    |
| Aruba                                | 0.00                                    |
| Australia                            | 40.56                                   |
| Azerbaiyán                           | 0.44                                    |
| Bahamas                              | 7.92                                    |
| Baréin                               | 1.24                                    |
| Bangladés                            | 5.36                                    |
| Barbados                             | 0.01                                    |
| Bélgica                              | 36.66                                   |
| Belice                               | 10.08                                   |
| Benín                                | 0.00                                    |
| Bermuda                              | 0.00                                    |
| Bosnia y Herzegovina                 | 0.00                                    |
| Brasil                               | 26.62                                   |
| Islas Vírgenes Británicas            | 0.00                                    |
| Brunéi                               | 0.20                                    |
| Bulgaria                             | 8.10                                    |
| Cabo Verde                           | 0.00                                    |
| Camboya                              | 0.19                                    |
| Camerún                              | 3.41                                    |
| Canadá                               | 0.87                                    |
| Islas Caimán                         | 0.08                                    |
| Chile                                | 28.81                                   |
| China                                | 5.41                                    |
| Colombia                             | 17.07                                   |
| Comoras                              | 0.02                                    |
| República Democrática del Congo      | 0.24                                    |
| República del Congo                  | 3.21                                    |
| Costa Rica                           | 0.83                                    |
| Costa de Marfil                      | 0.07                                    |
| Croacia                              | 8.54                                    |
| Cuba                                 | 4.32                                    |
| Curazao                              | 0.03                                    |
| Chipre                               | 0.12                                    |
| Dinamarca                            | 17.85                                   |
| Yibuti                               | 0.17                                    |
| Dominica                             | 0.11                                    |
| República Dominicana                 | 17.96                                   |
| Ecuador                              | 13.35                                   |
| Egipto                               | 4.95                                    |
| El Salvador                          | 0.71                                    |
| Guinea Ecuatorial                    | 0.24                                    |
| Eritrea                              | 0.00                                    |
| Estonia                              | 18.62                                   |
| Islas Faroe                          | 0.01                                    |
| Fiyi                                 | 0.92                                    |
| Finlandia                            | 10.51                                   |
| Francia                              | 45.05                                   |
| Polinesia Francesa                   | 0.00                                    |
| Gabón                                | 28.83                                   |
| Gambia                               | 0.07                                    |
| Georgia                              | 0.67                                    |
| Alemania                             | 45.36                                   |
| Ghana                                | 0.10                                    |
| Gibraltar                            | 12.82                                   |
| Grecia                               | 4.52                                    |
| Groenlandia                          | 4.52                                    |
| Granada                              | 0.09                                    |
| Guam                                 | 0.01                                    |
| Guatemala                            | 0.90                                    |
| Guinea                               | 0.53                                    |
| Guinea-Bisáu                         | 10.01                                   |
| Guyana                               | 0.01                                    |
| Haití                                | 0.00                                    |
| Honduras                             | 4.16                                    |
| Islandia                             | 0.38                                    |
| India                                | 0.17                                    |
| Indonesia                            | 3.06                                    |
| Irán                                 | 0.80                                    |
| Irak                                 | 0.00                                    |
| Irlanda                              | 2.33                                    |
| Isla de Man                          | 0.00                                    |
| Israel                               | 0.03                                    |
| Italia                               | 8.79                                    |
| Jamaica                              | 0.75                                    |
| Japón                                | 8.23                                    |
| Jordania                             | 35.59                                   |
| Kazajistán                           | 1.05                                    |
| Kenia                                | 0.80                                    |
| Kiribati                             | 11.82                                   |
| Corea del Norte                      | 0.02                                    |
| Corea del Sur                        | 1.63                                    |
| Kuwait                               | 1.48                                    |
| Letonia                              | 16.04                                   |
| Líbano                               | 0.21                                    |
| Liberia                              | 0.10                                    |
| Libia                                | 0.64                                    |
| Lituania                             | 25.59                                   |
| Madagascar                           | 0.75                                    |
| Malasaia                             | 1.54                                    |
| Maldivas                             | 0.05                                    |
| Malta                                | 6.27                                    |
| Islas Marshall                       | 0.27                                    |
| Mauritania                           | 4.15                                    |
| Mauricio                             | 0.00                                    |
| México                               | 21.78                                   |
| Micronesia                           | 0.02                                    |
| Mónaco                               | 99.83                                   |
| Montenegro                           | 0.00                                    |
| Marruecos                            | 0.26                                    |
| Mozambique                           | 2.23                                    |
| Birmania                             | 2.33                                    |
| Namibia                              | 1.71                                    |
| Holanda                              | 26.67                                   |
| Nueva Caledonia                      | 96.59                                   |
| Nueva Zelanda                        | 30.37                                   |
| Nicaragua                            | 2.97                                    |
| Nigeria                              | 0.02                                    |
| Islas Mariana del Norte              | 33.25                                   |
| Noruega                              | 0.83                                    |
| Omán                                 | 0.12                                    |
| Pakistán                             | 0.77                                    |
| Palaos                               | 82.99                                   |
| Panamá                               | 1.68                                    |
| Papúa Nueva Guinea                   | 0.19                                    |
| Perú                                 | 0.48                                    |
| Filipinas                            | 1.16                                    |
| Polonia                              | 22.57                                   |
| Portugal                             | 16.56                                   |
| Puerto Rico                          | 1.75                                    |
| Catar                                | 1.68                                    |
| Rumania                              | 23.10                                   |
| Rusia                                | 2.97                                    |
| Samoa                                | 0.09                                    |
| Santo Tomé y Príncipe                | 0.03                                    |
| Arabia Saudita                       | 2.49                                    |
| Senegal                              | 1.11                                    |
| Seychelles                           | 0.04                                    |
| Sierra León                          | 0.54                                    |
| Singapur                             | 0.01                                    |
| Sint Maarten                         | 8.69                                    |
| Eslovenia                            | 100.00                                  |
| Islas Salomón                        | 0.12                                    |
| Sudáfrica                            | 12.06                                   |
| España                               | 8.37                                    |
| Sri Lanka                            | 0.07                                    |
| San Cristóbal y Nieves               | 0.17                                    |
| Santa Lucía                          | 0.22                                    |
| Isla de San Martín                   | 96.40                                   |
| San Vicente y las Granadinas         | 0.22                                    |
| Sudán                                | 15.96                                   |
| Surinam                              | 1.54                                    |
| Suecia                               | 15.21                                   |
| República Árabe Siria                | 0.25                                    |
| Tanzania                             | 3.02                                    |
| Tailandia                            | 1.88                                    |
| Timor Oriental                       | 1.37                                    |
| Togo                                 | 0.20                                    |
| Tonga                                | 1.51                                    |
| Trinidad y Tobago                    | 0.05                                    |
| Túnez                                | 1.04                                    |
| Turquía                              | 0.11                                    |
| Turkmenistán                         | 2.99                                    |
| Islas Turcas y Caicos                | 0.10                                    |
| Tuvalu                               | 0.01                                    |
| Ucrania                              | 3.42                                    |
| Emiratos Árabes Unidos               | 11.27                                   |
| Reino Unido                          | 28.87                                   |
| Estados Unidos                       | 41.06                                   |
| Uruguay                              | 0.72                                    |
| Vanuatu                              | 0.01                                    |
| Venezuela                            | 3.49                                    |
| Vietnam                              | 0.56                                    |
| Islas Vírgenes de los Estados Unidos | 0.85                                    |
| Yemen                                | 0.47                                    |

## Evaluación de las AMP

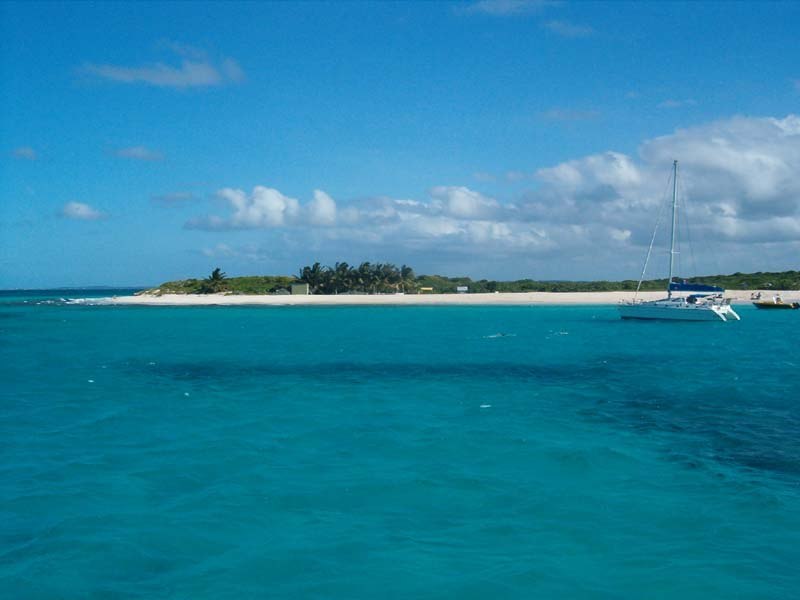
Los Cayos Prickly Pear son un área marina protegida, aproximadamente a seis millas de Road Bay, Anguila, en las Islas de Sotavento del Caribe.

Los gestores y científicos usan sistemas de información geográfica y teledetección para mapear y analizar las AMP. El Centro de Servicios Costeros de la Administración Nacional Oceánica y Atmosférica de Estados Unidos compiló un "Inventario de herramientas de apoyo a las decisiones basadas en SIG para AMP". El informe se centra en las herramientas SIG con la mayor utilidad para los procesos de AMP. La teledetección utiliza avances en la captura de imágenes de fotografía aérea, etiquetas emergentes de archivos satelitales, imágenes satelitales, datos acústicos e imágenes de radar. Los modelos matemáticos que buscan reflejar la complejidad del entorno natural pueden ayudar a planificar estrategias de cosecha y mantener los caladeros de pesca.

## Los arrecifes de coral en las AMP
Los sistemas de arrecifes de coral han estado en declive en todo el mundo. Las causas incluyen la sobrepesca, la contaminación y la acidificación de los océanos. A partir de 2013, el 30% de los arrecifes del mundo sufrieron daños graves. Aproximadamente el 60% se perderá para 2030 si no se mejora su protección. Las reservas marinas con "zonas de no captura" son la forma más efectiva de protección. Solo alrededor del 0.01% de los arrecifes de coral del mundo están dentro de AMP efectivas.

## Pesca en las AMP
Las AMP pueden ser una herramienta eficaz para mantener las poblaciones de peces; ver refugio (ecología). El concepto general es crear superpoblación dentro del AMP. Los peces se expanden a las áreas circundantes para reducir el hacinamiento, aumentando la población de áreas desprotegidas. Esto ayuda a apoyar las pesquerías locales en el área circundante, al tiempo que mantiene una población saludable dentro del AMP. Tales AMP se usan más comúnmente para los ecosistemas de arrecifes de coral. 
Un ejemplo es en la reserva marina de la Goat Island Bay en Nueva Zelanda, establecida en 1977. La investigación reunida en Goat Bay documentó el efecto indirecto de establecer zonas de protección. "Las exportaciones de derrames y larvas —la deriva de millones de huevos y larvas más allá de la reserva— se han convertido en conceptos centrales de la conservación marina". Esto impactó positivamente en los pescadores comerciales en las áreas circundantes.
Otro resultado inesperado de las AMP es su impacto en las especies marinas depredadoras, que en algunas condiciones pueden aumentar la población. Cuando esto ocurre, las poblaciones de presas disminuyen. Un estudio mostró que en 21 de 39 casos, las "cascadas tróficas" causaron una disminución de los herbívoros, lo que condujo a un aumento en la cantidad de vida vegetal. (Esto ocurrió en los Parques Nacionales Malindi Kisite y Watamu Marian en Kenia; la Reserva Marina Leigh en Nueva Zelanda; y el Área de Conservación de Desembarco de Brackett en los Estados Unidos).

## Criterios de éxito
Tanto el CDB como la UICN tienen criterios para establecer y mantener redes de AMP, que enfatizan 4 factores:
- Adecuación: garantizar que los sitios tengan el tamaño, la forma y la distribución para garantizar el éxito de las especies seleccionadas.
- Representabilidad: protección para todos los procesos biológicos del medio ambiente local.
- Resiliencia: la resistencia del sistema a desastres naturales, como un tsunami o una inundación.
- Conectividad: mantener los vínculos de la población en las AMP cercanas.

## Mitos y críticas a las AMP

### Mitos
Los conceptos erróneos sobre las AMP incluyen la creencia de que todas las AMP son áreas de no captura o no pesca. Las actividades de AMP pueden incluir consumo, pesca, buceo y otras actividades. 
Otro concepto erróneo es que la mayoría de las AMP se administran a nivel estatal. Sin embargo, las AMP se administran bajo cientos de leyes y jurisdicciones. Pueden estar gestionadas desde el estado, por la comunidad, o según territorio y aguas tribales. 

### Críticas
Algunas AMP existentes y propuestas han sido criticadas por las poblaciones indígenas y sus partidarios, ya que afectan los derechos de uso de la tierra. Por ejemplo, el Área Protegida de Chagos propuesta en las Islas Chagos es disputada por los chagosianos deportados de su tierra natal en 1965 por los británicos como parte de la creación del Territorio Británico del Océano Índico (BIOT). Según los documentos de WikiLeaks CableGate, el Reino Unido propuso que el BIOT se convirtiera en una "reserva marina" con el objetivo de evitar que los antiguos habitantes regresen a sus tierras y proteger la base militar conjunta del Reino Unido / Estados Unidos en la isla Diego García. 
Otras críticas incluyen: su costo (mayor que el del manejo pasivo), conflictos con los objetivos de desarrollo humano, alcance inadecuado para abordar factores como el cambio climático y las especies invasoras.
En Escocia, grupos ambientalistas han criticado al gobierno por no hacer cumplir las normas de pesca en torno a las AMP.